# British Psychological Society
Die British Psychological Society (BPS) ist eine registered Charity bei der Charity Commission for England and Wales unter der Registrierungsnummer 229642 bzw. Scottish Registered Charity Number SC039452. Die Gesellschaft bildet den Berufsverband der Psychologen in Großbritannien. Mit ca. 50000 Mitgliedern ist die BPS nach der American Psychological Association die zweitgrößte psychologische Gesellschaft der Welt. Sie ist Mitglied der International Union of Psychological Science (IUPsyS) sowie der Europäischen Föderation der Psychologenverbände (EFPA).

## Ziele
Die Ziele der Organisation sind es:
- eine wissenschaftliche Gesellschaft und Berufskörperschaft für die Psychologie zu formen
- Psychologie für jeden zugänglich zu machen
- Die Disziplin zu fördern und entwickeln
- die maßgebliche Autorität und öffentliche Stimme der Psychologie zu bilden
- den höchsten Ansprüchen und Standards in allem zu entsprechen, dass die Gesellschaft unternimmt.

Diese Ziele sind in einer Royal Charter zusammengestellt und unterliegen in Großbritannien damit besonderen Aufsichtsregeln und Kontrollen.

## Geschichte der Gesellschaft

### Von der Gründung bis 1930
Am 24. Oktober 1901 wurde die British Psychological Society am University College London gegründet. In einer Zeit, in der die Psychologie in Deutschland und den Vereinigten Staaten eine etablierte Wissenschaftsdisziplin war, fristete sie in Großbritannien ein bescheidenes Dasein. Experimentelle Forschung wurde in London und in Cambridge durchgeführt. Eine Stelle für vergleichende Psychologie war an der University of Aberdeen eingerichtete worden. In Oxford war eine Readerstelle in Mental Philosophy mit George Stout besetzt worden, dessen Lehrbuch Manual of Psychology für Generationen von Studenten zum Standardwerk wurde. Und am University College traf sich bis zur Gründung eine informelle Gesprächsrunde.
Zehn Gründer vereinbarten schnell einige Ziele und Mindestanforderungen an Mitglieder der Gesellschaft, die entweder Psychologie lehren mussten oder zumindest beachtete Beiträge zum Thema veröffentlicht haben mussten. Der Gründungsvorgang an sich war nichts Besonderes. Es hatte schon verschiedene Anläufe gegeben, das Fachgebiet professioneller zu betreiben. 1875 versuchte Edward Cox die Psychological Society of Great Britain (PSGB) zu gründen. 1877 lag es an James Ward, den Senat der University of Cambridge zu überzeugen, ein psychologisches Forschungslabor einzurichten. Erst vierzehn Jahre später sollte er bescheidene Mittel erhalten. 1879 löste sich die PSGB wieder auf.
Das herausragende Merkmal Britischer Psychologie um die Jahrhundertwende, war die Entwicklung experimenteller und quantitativer Methoden. 1904 gründeten Ward und William Halse Rivers Rivers das British Journal of Psychology. Die Gesellschaft entwickelte sich gleichmäßig, bis Ende des Ersten Weltkriegs mit den heimkehrenden Psychologen neue Ideen entwickelt wurden. Charles Myers hatte beobachtet, dass es konkurrierende Bestrebungen zur Organisation gab. Die von ihm vorgeschlagene Öffnung für Mitglieder auf interessierte Kreise ließ die Mitgliederzahlen bis 1920 von 100 auf über 600 Mitglieder anschwellen.
Myers wurde zum Präsidenten der Gesellschaft gewählt und leitete diese für viele Jahre. Sein Einfluss auf die britische Psychologie im Allgemeinen und auf die Gesellschaft in der ersten Hälfte des 20. Jahrhunderts kann nicht unterschätzt werden. 1914 hatte die Gesellschaft das British Journal of Psychology übernommen und Myers war alleinige Chefredakteur geworden. Er hatte in Cambridge und London Labore für experimentelle Psychologie gegründet, war mit Rivers und William McDougall auf eine Expedition in die Torres-Straße gegangen und hatte das Militär in psychologischen Angelegenheiten beraten.
Myers Reform der Mitgliedschaft führte in den 1920ern zur Entwicklung von Sektionen, beispielsweise für medizinische, erzieherische oder industrielle Zwecke. Die Spannung zwischen dem praktischen Bedarf und der wissenschaftlichen Exklusivität hat die Society seither vorwärtsgetrieben.

### 1930 bis 1950
Die Arbeitsgrundlage für Psychologen hatte sich bis in die 1930er Jahre grundlegend gewandelt. Vermehrt konnten sich Menschen eine Lebensgrundlage auf der Basis der Psychologie vorstellen und sie suchten dringend nach einer Berufskörperschaft. Ein weiterer Punkt war ein Register mit den Praktizierenden, um durch Austausch auch Qualitätsstandards durchzusetzen, Ausbildung zu organisieren usw.
Im November 1936 brachte der damalige Präsident der Gesellschaft, der schottische Psychologe James Drever die Idee auf, der Gesellschaft eine Charter of Incorporation zu geben. Das würde die Psychological Society in die Lage versetzen, Mitgliedschaft gesetzlich zu fundieren. Zudem wäre damit eine Voraussetzung zur Erlangung einer Royal Charter gegeben. Der Antrag wurde aufgenommen und ab dem 1. Oktober 1941 war die BPS eine Körperschaft.
In den 1940ern wurden verschiedene Komitees gegründet, die sich auf verschiedene Fachgebiete konzentrierten. Darunter war das ursprünglich auf die mentale Gesundheit von Kindern fokussierte Committee of Professional Psychologists (Mental Health), dass schrittweise generalisiert wurde. Ein weiteres Komitee interessierte sich für die Psychologie des Lernens und teilte sich in separate Divisionen in Schottland und England.
1948 wurde die Zersplitterung der Psychologie in Großbritannien immer sichtbarer. Unterschiedliche Zweige hatten sich entwickelt und sich im Rahmen ihrer Forschungen so weit auseinanderentwickelt, dass man sich kaum noch verstand und wenig Wissen über die Vorgänge in den Nachbardisziplinen verfügbar war. So veröffentlichte man ab 1949 das Quarterly Bulletin of the British Psychological Society, das bis in die Moderne unter dem Title The Psychologist weitergeführt wird.

### 1950 bis 2000
Stand die Mitgliedschaft der BPS um 1950 noch bei 1897 Mitgliedern, so stieg sie bis 1960 auf 2655. 1982 hatte sich diese Zahl auf über 10000 Mitglieder erhöht. Viele Komitees waren gegründet worden und hatte zweifellos einen wesentlichen Einfluss auf die britische Öffentlichkeit. Zahllose Gutachten und Beiträge fanden im 1958 Mental Deficiency Act ihren Niederschlag. 1959 sprach sich die BPS für die Aufhebung der Gesetze bezüglich Homosexualität aus, da Homosexualität bei den meisten Säugetieren feststellbar war und somit als natürliche Entwicklung des Menschen betrachtet wurde. In diesem wie in anderen Gebieten nahm die BPS damit Einfluss auf Gesetzgeber und Gesetzgebung.
1965 wurde der BPS endlich die Royal Charter erteilt, auf die so lange hin gearbeitet worden war. Die internationale Stellung der BPS wurde durch die Ausrichtung des 19. International Congress of Psychology, 1969, erkennbar. In den 1970ern engagierte sich die BPS in der Kritik an Tierversuche und weiteren kontroversen Themen.
Am 18. Dezember 1987 wurden Veränderungen der Charter durch die Queen genehmigt. Die wichtigste Neuerung war das Register der Chartered Psychologists. Aber auch die übrige Organisation musste angepasst werden und die BPS verlagerte ihre Büros wieder nach London, der Stadt der Gründung.

### Moderne
Im 21. Jahrhundert arbeiten Psychologen in fast jeder Einrichtung des modernen Lebens, in Krankenhäusern, Schulen und Gefängnissen, von den Streitkräften bis zu Behörden, in Werbeagenturen, den Medien und Multinationalen Unternehmen. Psychologen beraten Politiker und Juristen. Neue Gebiete der psychologischen Forschung werden erschlossen, Umweltpsychologie, Gesellschafts- oder Verkehrspsychologie sind nur einzelne Beispiele.
Die Gesellschaft gliedert sich in sieben regionale Zweige, 14 Sektionen speziellen Interesses und neun professionellen Divisionen. Die BPS veröffentlicht regelmäßig elf psychologische Fachzeitschriften, Bücher und andere Materialien. Sie ist, wie es der erste Historiker der Gesellschaft, Leslie Hearnshaw, einmal sagte zum Auge der Öffentlichkeit geworden. Ihre Arbeiten werden in der Presse, im Parlament und der Öffentlichkeit diskutiert. Sie sind, im 21. Jahrhundert, keine Seltenheit mehr.

## Veröffentlichungen

### Fachzeitschriften
Die BPS veröffentlicht in Zusammenarbeit mit Wiley-Blackwell elf Fachzeitschriften:
- British Journal of Clinical Psychology
- British Journal of Developmental Psychology
- British Journal of Educational Psychology
- British Journal of Health Psychology
- British Journal of Mathematical and Statistical Psychology
- British Journal of Psychology
- British Journal of Social Psychology
- Journal of Neuropsychology
- Journal of Occupational and Organizational Psychology
- Legal and Criminological Psychology
- Psychology and Psychotherapy: Theory, Research and Practice

## Strukturen

### Mitglieder
Die BPS ist in einer komplexen Struktur organisiert nach:
- Branches (Zweige)
  - East Midlands Branch
  - East of England Branch
  - London and Home Counties Branch
  - North East of England Branch
  - North West of England Branch
  - Northern Ireland Branch
  - Scottish Branch
  - South West of England Branch
  - Welsh Branch
  - Wessex Branch
  - West Midlands Branch
- Divisions (Abteilungen)
  - The Division of Academics, Researchers and Teachers in Psychology
  - The Division of Clinical Psychology
    - weiter unterteilt in Faculties

  - The Division of Counselling Psychology
  - The Division of Educational and Child Psychology
  - The Division of Forensic Psychology
  - The Division of Health Psychology
  - The Division of Neuropsychology
    - weiter unterteilt in Faculties

  - The Division of Occupational Psychology
  - The Division of Sport and Exercise Psychology
  - The Scottish Division of Educational Psychology
- Section (Bereiche)
  - Cognitive Psychology Section
  - Community Psychology Section
  - Consciousness and Experiential Psychology Section
  - Crisis, Disaster and Trauma Psychology Section
  - Cyberpsychology Section
  - Defence and Security Psychology Section
  - Developmental Psychology Section
  - History and Philosophy of Psychology Section
  - Male Psychology Section
  - Mathematical, Statistical and Computing Psychology Section
  - Political Psychology Section
  - Psychobiology Section
  - Psychology of Education Section
  - Psychology of Sexualities Section
  - Psychology of Women and Equalities Section
  - Psychotherapy Section
  - Qualitative Methods in Psychology Section
  - Social Psychology Section
  - Transpersonal Psychology Section
- Special Activity Groups (wechselnd)
  - the Special Group in Coaching Psychology
  - the Special Group for Independent Practitioners
  - the Special Group for Psychology and Social Care

### Organisation
Ein Aufsichtsgremium (Trustees) verantworten die Governance der Gesellschaft. Das Tagesmanagement wird durch einen hauptamtlichen Chief Executive Manager und ein Team von hauptamtlichen Fach-Managern geleitet:
- Chief Executive
- Director of Qualifications and Standards
- Director of Finance
- Director of Corporate Services
- Director of Policy and Communications
- Director of Member Services

Die Jahresabschlussberichte werden nach den Generally Accepted Accounting Practice (UK) (UK-GAAP) durch das Board of Trustees erstellt.